# دارين مور
دارين مور (بالإنجليزية: Darren Moore)‏ (و. 1974  م) هو لاعب كرة قدم، من المملكة المتحدة، ولد في برمينغهام، يلعب كمُدَافِع، وقلب الدفاع (كرة القدم).

## مسيرته الكروية
لعب دارين مور خلال مسيرته الاحترافية مع 8 أندية في ثلاثة وعشرون موسمًا وسجل خلالها 31 هدفًا ضمن 582 مباراة. ولم يفز بأي موسم بالكأس أو بالدوري.
خاض دارين مور مسيرته مع نادي توركي يونايتد في موسم 1991–92 ليلعب معه أربعة مواسم، مشاركًا في 103 مباراة سجل خلالها 8 أهداف. ثم انتقل إلى نادي دونكاستر روفرز في موسم 1995–96 ولمدة موسمين، حيث شارك في 76 مباراة سجل خلالها 7 أهداف. لينتقل بعدها إلى نادي برادفورد سيتي في موسم 1997–98 ولمدة موسمين، مشاركًا في 62 مباراة سجل خلالها 3 أهداف. ثم انتقل إلى نادي بورتسموث في موسم 1999–00 واستمر معه طيلة ثلاثة مواسم، مشاركًا في 46 مباراة سجل خلالها هدفين. هذا وانتقل لاحقًا إلى نادي وست بروميتش ألبيون في موسم 2001–02 ليلعب معه خمسة مواسم، مشاركًا في 104 مباراة سجل خلالها 6 أهداف. ثم انتقل بعدها إلى نادي ديربي كاونتي في موسم 2005–06 واستمر معه طيلة ثلاثة مواسم، مشاركًا في 80 مباراة سجل خلالها 3 أهداف. ليعود وينتقل من جديد، لكن هذه المرة إلى نادي بارنسلي في موسم 2008–09 ولمدة موسمين، مشاركًا في 73 مباراة سجل خلالها هدفين. لينتقل بعدها إلى نادي بيرتن ألبيون في موسم 2010–11 ولمدة موسمين، مشاركًا في 38 مباراة ولم يسجل أي هدف.

## روابط خارجية
- دارين مور على موقع قاعدة بيانات كرة القدم.إي يو (الإنجليزية)
- دارين مور على موقع ناشيونال فوتبول تيمز (الإنجليزية)
- دارين مور على موقع Soccerbase.com (لاعب) (الإنجليزية)
- دارين مور على موقع Soccerway.com (الإنجليزية)
- دارين مور على موقع عالم كرة القدم.نت (الإنجليزية)